# The Beatles Christmas Album

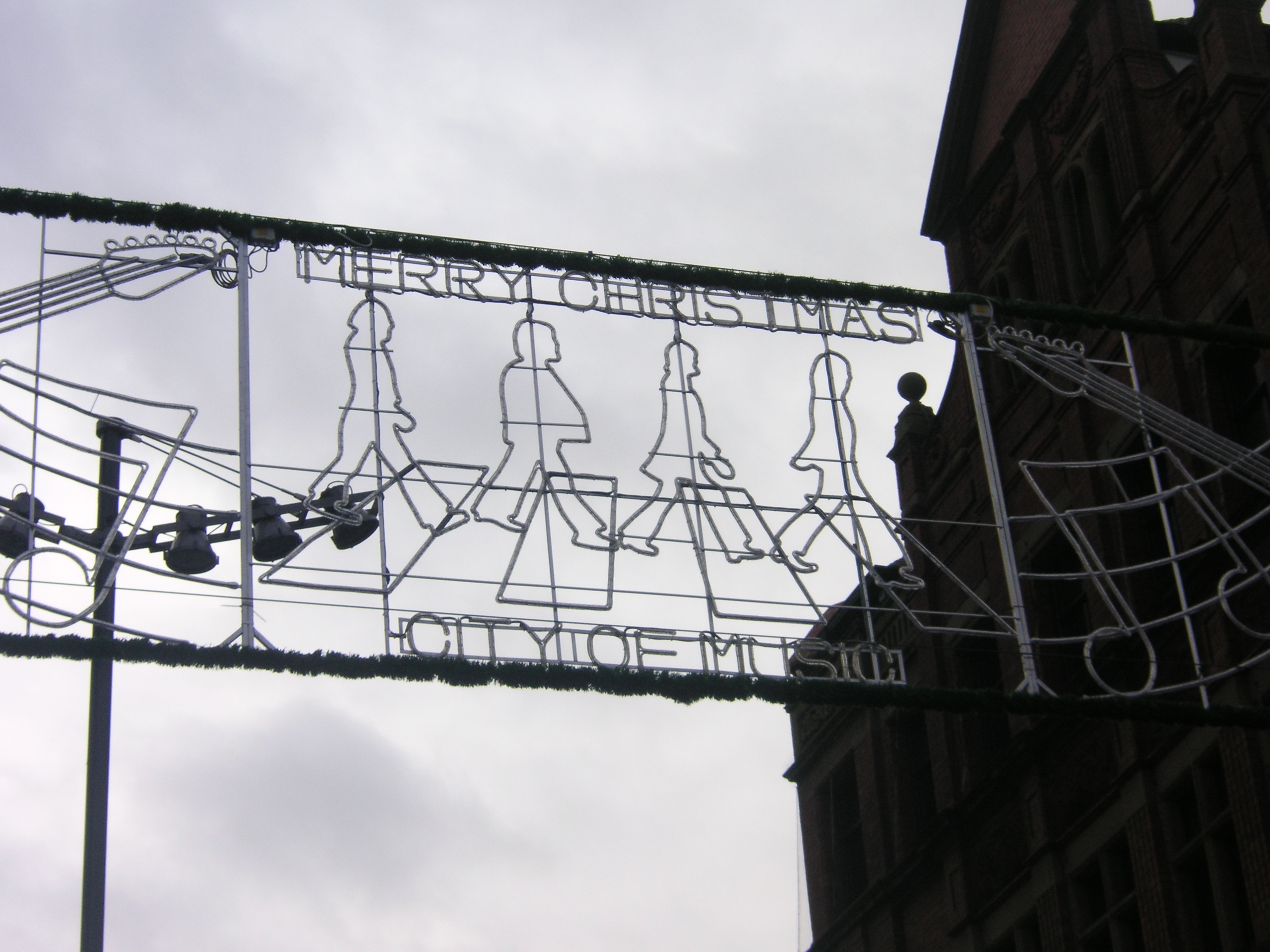
Gatupynt med julhälsning 2007.

The Beatles Christmas Album är ett samlingsalbum från 1970.
Mellan 1963 och 1969 skickade Beatles brittiska fan club ut julskivor i form av så kallade flexidiscar till sina medlemmar. Beatlesmedlemmarna John Lennon, Paul McCartney, George Harrison och Ringo Starr hälsade på dessa skivor till sina fans, berättade roliga historier, spelade sketcher, sjöng travestier på både egna och andras melodier, traditionella julsånger m.m.
De amerikanska fanclubsmedlemmarna fick endast vissa av dessa flexidiscar - ofta ett år senare än de brittiska fansen.
Efter att The Beatles officiellt upplösts 1970 sammanställde Beatles skivbolag Apple en LP-skiva med dessa inspelningar kallad The Beatles Christmas Album. Skivan var helt legal, men den distribuerades endast till fanclubens medlemmar. Den har aldrig sålts i öppna handeln, men den har gått att få tag på via auktioner och dylikt.
LP:n The Beatles Christmas Album (Apple SBC-100) gavs enbart ut i mono. En stereomixning av 1967 års julhälsning Christmas Time Is Here Again! gavs 1995 ut på CD som singel tillsammans med Free as a Bird. 

## Låtlista
Sid 1
1. "The Beatles' Christmas Record"  – 5:00 (inspelad 20 oktober 1963, utgiven 6 december 1963)
2. "Another Beatles' Christmas Record"  – 4:05 (inspelad 26-28 oktober 1964, utgiven 18 december 1964)
3. "The Beatles' Third Christmas Record"  – 6:26 (inspelad 19 oktober 1965, utgiven 17 december 1965)
4. "The Beatles' Fourth Christmas Record – Pantomime: Everywhere It's Christmas"  – 6:40 (inspelad 25 november 1966, utgiven 16 december 1966)

Sid 2
1. "Christmas Time Is Here Again!"  – 6:10 (inspelad 11 november 1967, utgiven 15 december 1967)
2. "The Beatles' 1968 Christmas Record"  – 7:55 (varje Beatlesmedlem inspelad var för sig på hösten 1968, utgiven 20 december 1968)
3. "The Beatles' Seventh Christmas Record"  – 7:42 (varje Beatlesmedlem inspelad var för sig på hösten 1969, utgiven 19 december 1969)